# Audincourt
Audincourt är en kommun i departementet Doubs i regionen Bourgogne-Franche-Comté i östra Frankrike. Kommunen ligger i kantonen Audincourt som tillhör arrondissementet Montbéliard. År 2022 hade Audincourt 14 009 invånare.

## Befolkningsutveckling
Antalet invånare i kommunen Audincourt
Referens:INSEE